# McFlurry
Il McFlurry è un marchio di gelato aromatizzato distribuito e venduto ufficialmente dal 1997 dalla catena di fast food statunitense McDonald's.

## Storia

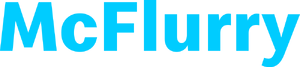
Logo del McFlurry utilizzato dal 2020

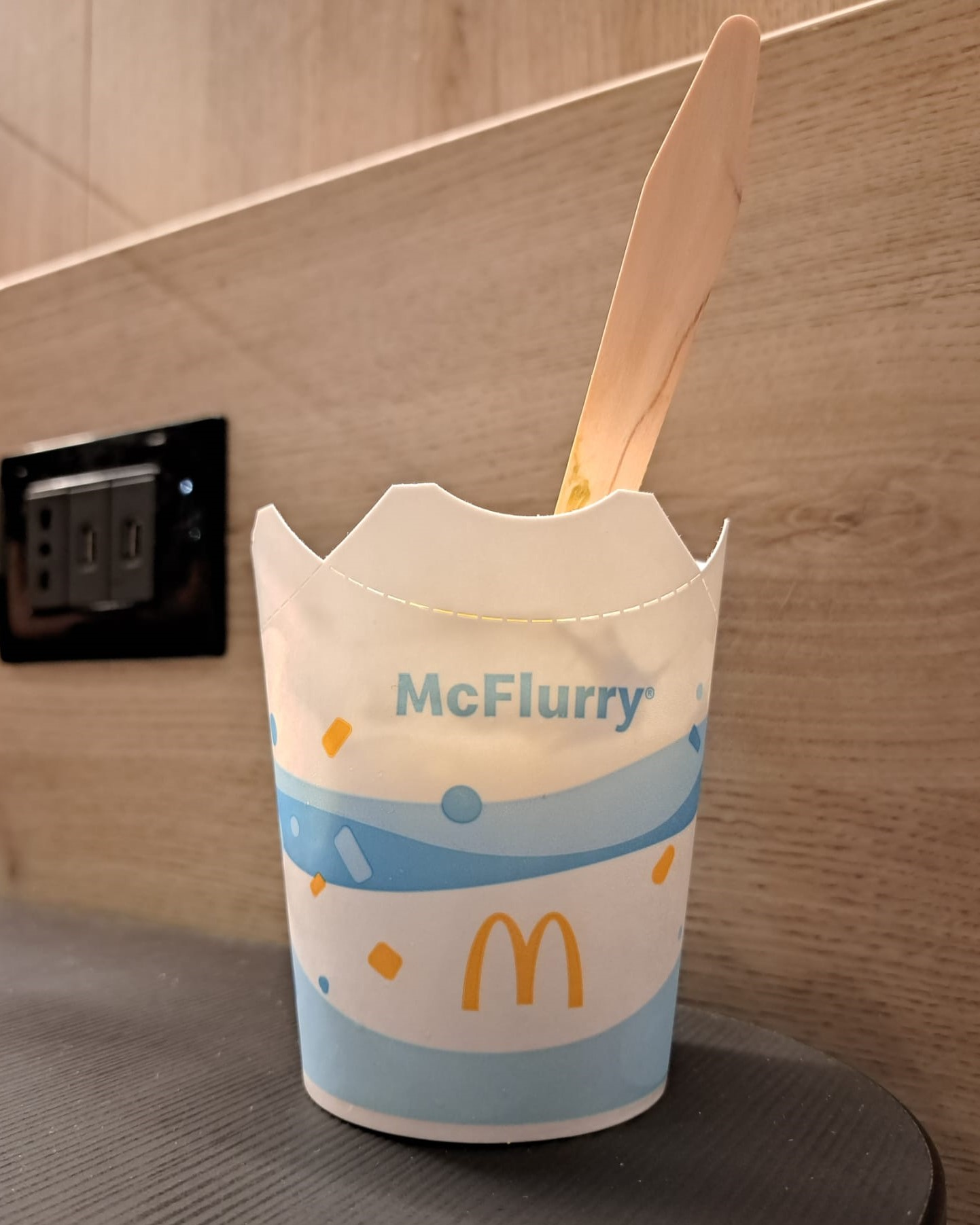
McFlurry al pistacchio, 2023

Il McFlurry nasce nel 1995 a Bathurst, Canada, da un'idea di Ron McLennan, direttore della sede locale McDonald's. Negli Stati Uniti, il McFlurry arrivò solamente nel 1997, quando venne diffuso per essere testato in alcune regioni selezionate. Nel marzo del 1998 il prodotto era disponibile in tutte le località degli Stati Uniti e del Canada e da allora è stato gradualmente introdotto in altre città.
Nel 2006 nel Regno Unito venne fatta una protesta contro il coperchio del prodotto, poiché la loro apertura era di dimensioni tali da causare l'intrappolamento di alcuni piccoli animali che provavano ad entrare con la testa, tra cui i ricci attratti dagli zuccheri. La richiesta fu fatta dalla British Hedgehog Preservation Society, anche se dopo "ricerche significative e test di progettazione" la dimensione dell'apertura è stata ridotta, il problema ha continuato a persistere a causa dell'inesatto smaltimento dei rifiuti. Nel 2019, McDonald's ha annunciato che avrebbe rimosso completamente i coperchi per ridurre l'uso di plastica monouso da parte della catena.
La serie televisiva 30 Rock ha messo in risalto i McFlurry nella trama dell'episodio 11 della terza stagione "St. Valentine's Day", causando una polemica nei media per pubblicità indiretta.

### Il caso delle rotture delle Taylor C602
Le "Taylor C602" sono i macchinari prodotti dalla Taylor Company e utilizzati per la produzione del gelato McFlurry. Vista la facilità di rottura del macchinario industriale, dal 2016 le Taylor C602 e i McFlurry hanno ottenuto un notevole riscontro sui social, a tal punto da diventare dei meme. La causa delle frequenti rotture si deve riscontrare nelle mancate manutenzioni, infatti la macchina ne necessita di continue dal costo elevato, a tal punto che il 25% del fatturato dell'azienda produttrice viene da operazioni di manutenzione e riparazione effettuate dal servizio tecnico. Queste vicende si sono diffuse così velocemente sul web che alcune persone hanno creato un sito web per tracciare in tempo reale la percentuale dei macchinari rotti o non funzionanti.

## Preparazione
Il McFlurry è un gelato alla spina al gusto di vaniglia, che viene montato e messo in un contenitore, che viene poi arricchito con vari tipi di caramelle o biscotti, mescolati poi attraverso il cucchiaio progettato appositamente per funzionare come un frullatore. I gusti variano da mercato a mercato e nuovi gusti vengono introdotti regolarmente. I gusti disponibili sono M&M's, Caramel Brownie, Reese’s Peanut Butter Cup, Heath, Butterfinger, Bubblegum Squash (solo in Australia e Nuova Zelanda) e Dulce de leche (solo in America Latina), Smarties, Fudgee O Cookies, Oreo, Snickers, Baci Perugina, pistacchio, caffè e croccante.
La tipologia del gelato utilizzato è lo stesso che McDonald's usa per i suoi coni e gelati. Il gelato è prodotto con latte UHT (Ultra High Temperature Processing), arricchito con metilcellulosa. CNBC ha riferito che, dalla fine del 2016, McDonald's ha iniziato a eliminare gradualmente i sapori artificiali dal suo gelato per cercare di recuperare le perdite di consumatori, che ammontavano a oltre 500 milioni dal 2012.

## Recensioni
Nonostante abbia definito il McFlurry "un miscuglio veloce di gelato gelatinoso e innocuo che alcuni recensori potrebbero considerare più vicino al mastice che ai latticini", Wil Fulton di Thrillist ha classificato il McFlurry alle M&M's alla fine della sua lista dei 17 migliori dessert da fast food, mentre. The Daily Meal ha inserito quello all'Oreo nella sua lista dei migliori dessert fast food.